# Güngören
Güngören là một huyện thuộc tỉnh İstanbul, Thổ Nhĩ Kỳ. Huyện có diện tích 8 km² và dân số thời điểm năm 2007 là 318545 người, mật độ 39818 người/km².